# Олисово (Ядровская волость)
Олисово — деревня в Ядровской волости Псковского района Псковской области.
Расположена в 8 км к юго-востоку от южной границы Пскова и деревни Черёха.
| 2001 | 2002 | 2010 |
| ---- | ---- | ---- |
| 14   | ↘0   | ↗15  |